# Очистимо Крим від сміття

Емблема акції.

Акція «Очистимо Крим від сміття» — постійно діюча акція, спрямована на очищення від побутових відходів лісових та гірських території Автономної Республіки Крим. У акції беруть участь українські та російські туристи у Криму, а також добровольці із громадських організацій. 

## Щорічна акція

Одне з місць захоронення сміття.

Щороку в Криму на День Туриста проводиться акція «Очистимо Крим від сміття». Ініціатором проведення акції, яка згодом стала щорічною, виступила Контрольно-рятувальна служба Криму (КРС). Благодійну ініціативу підтримав Республіканський комітет з лісового та мисливського господарства АРК та Кримська республіканська організація Товариства лісоводів України. Ідею також підтримав клуб «Крим 4х4», Федерація спортивного туризму Криму та інші організації та особи .
Збір сміття відбувається тільки на яйлі, у важкодоступних місцях Кримських гір. Кількість зібраного сміття — разово до 1 т. Зібране сміття підлягає утилізації: скляні відходи вивозяться спеціальним транспортом, залізо захоронюють в землю, а решту відходів спалюють.

## Щотижнева акція
Щонеділі в Криму проводиться також акція «Очистимо Крим від сміття», метою якої є очистка доріг та їх узбіч. Акція проводиться під егідою громадянського руху «Народна самооборона» спільно з активістами громадської організації «Безпека дорожнього руху». Добровольці щотижня прибирають відрізки у кілька кілометрів обабіч автомобільних шляхів Автономної Республіки Крим .